# Jalasjoki
La rivière Jalasjoki (finnois : Jalasjoki) est un cours d'eau à Kurikka de l' Ostrobotnie du Sud en Finlande.

## Description
La rivière Jalasjoki prend sa source dans la Ligne de partage des eaux du lac  Mustajärvi et de l'étang Mustalampi et est elle est initialement appelée Mustajoki jusqu'à ce qu'elle devienne la Jalasjoki au village de Hirvijärvi.
Elle traverse le centre de Jalasjärvi et le village de Jokipi et rejoint la rivière Kauhajoki, pour former le fleuve Kyrönjoki à Kurikka.